# Elecciones al Parlamento de Cantabria de 2015
Las elecciones al Parlamento de Cantabria de 2015 dieron lugar al inicio de la IX legislatura. Se celebraron el 24 de mayo de 2015, en el marco de las elecciones autonómicas de España de 2015. Se eligieron 35 diputados.
Los resultados de las elecciones abrieron un nuevo marco en el parlamento. Se rompió por primera vez en mucho tiempo la hegemonía de los tres partidos tradicionales (PP, PSOE y PRC) con la irrupción de dos fuerzas nuevas como Podemos y Ciudadanos.

## Encuestas
| Sondeo                             | Encuestadora | -          |       |      |      |     |      |     |     | Otros | En blanco |
| 2011                               |              |            |       |      |      |     |      |     |     |       |           |
| Elecciones 2011 22 de mayo de 2011 | -            | Porcentaje | 46,1  | 29,2 | 16,3 | -   | 6,32 | 3,3 | 1,7 | 1,3   | 2,1       |
| Elecciones 2011 22 de mayo de 2011 | -            | Escaños    | 20    | 12   | 7    | -   | -    | -   | -   | -     | -         |
| 2015                               |              |            |       |      |      |     |      |     |     |       |           |
| ABC 17 de mayo de 2015             | GAD3         | Porcentaje | 37,5  | 22,3 | 15,7 | 7,4 | 10,3 | 3,1 | 0,5 | 0,5   | 2,7       |
| ABC 17 de mayo de 2015             | GAD3         | Escaños    | 14-15 | 8-9  | 6    | 2-3 | 4    | -   | -   | -     | -         |

### Sondeos publicados el día de las elecciones
El día de las elecciones, tras el cierre de las urnas, a las 20:00 horas, 'GAD3' publicó en 'Antena 3' los resultados en escaños de las encuestas que había venido realizando durante las dos últimas semanas.
| Instituto | Medio de publicación | Fecha      | Hora  |       |      |     |     |     |
| --------- | -------------------- | ---------- | ----- | ----- | ---- | --- | --- | --- |
| GAD3      | Antena3              | 24/05/2015 | 20:00 | 15-16 | 9-10 | 5-6 | 3-4 | 0-2 |

## Resultados
Para poder optar al reparto de escaños la candidatura debe obtener al menos el 5 % de los votos válidos emitidos.
| ← Elecciones al Parlamento de Cantabria de 2015 → |                                                      |                      |         |         |         |     |
| Presidente y gobierno | Partido                                              | Candidato            | Votos   | %       | Escaños | +/- |
| - Presidente: Miguel Ángel Revilla - Gobierno: PRC-PSOE - Censo: 499 596 - Votantes: 330 868 (66,23 %) - Abstención: 168 728 (33,77 %) - Válidos: 325 133 - A candidatura: 320 108 (98,45 %) | Partido Popular (PP)                                 | Ignacio Diego        | 105 944 | 32,58 % | 13      | -7  |
| - Presidente: Miguel Ángel Revilla - Gobierno: PRC-PSOE - Censo: 499 596 - Votantes: 330 868 (66,23 %) - Abstención: 168 728 (33,77 %) - Válidos: 325 133 - A candidatura: 320 108 (98,45 %) | Partido Regionalista de Cantabria (PRC)              | Miguel Ángel Revilla | 97 185  | 29,89 % | 12      | =   |
| - Presidente: Miguel Ángel Revilla - Gobierno: PRC-PSOE - Censo: 499 596 - Votantes: 330 868 (66,23 %) - Abstención: 168 728 (33,77 %) - Válidos: 325 133 - A candidatura: 320 108 (98,45 %) | Partido Socialista de Cantabria (PSOE)               | Eva Díaz Tezanos     | 45 653  | 14,04 % | 5       | -2  |
| - Presidente: Miguel Ángel Revilla - Gobierno: PRC-PSOE - Censo: 499 596 - Votantes: 330 868 (66,23 %) - Abstención: 168 728 (33,77 %) - Válidos: 325 133 - A candidatura: 320 108 (98,45 %) | Podemos                                              | José Ramón Blanco    | 28 895  | 8,89 %  | 3       | +3  |
| - Presidente: Miguel Ángel Revilla - Gobierno: PRC-PSOE - Censo: 499 596 - Votantes: 330 868 (66,23 %) - Abstención: 168 728 (33,77 %) - Válidos: 325 133 - A candidatura: 320 108 (98,45 %) | Ciudadanos-Partido de la Ciudadanía (C's)            | Rubén Gómez          | 22 552  | 6,94 %  | 2       | +2  |
| - Presidente: Miguel Ángel Revilla - Gobierno: PRC-PSOE - Censo: 499 596 - Votantes: 330 868 (66,23 %) - Abstención: 168 728 (33,77 %) - Válidos: 325 133 - A candidatura: 320 108 (98,45 %) | Izquierda Unida (IU)                                 |                      | 8246    | 2,54 %  | 0       |     |
| - Presidente: Miguel Ángel Revilla - Gobierno: PRC-PSOE - Censo: 499 596 - Votantes: 330 868 (66,23 %) - Abstención: 168 728 (33,77 %) - Válidos: 325 133 - A candidatura: 320 108 (98,45 %) | Unión Progreso y Democracia (UPyD)                   |                      | 2380    | 0,73 %  | 0       |     |
| - Presidente: Miguel Ángel Revilla - Gobierno: PRC-PSOE - Censo: 499 596 - Votantes: 330 868 (66,23 %) - Abstención: 168 728 (33,77 %) - Válidos: 325 133 - A candidatura: 320 108 (98,45 %) | Partido Animalista Contra el Maltrato Animal (PACMA) |                      | 1965    | 0,60 %  | 0       |     |
| - Presidente: Miguel Ángel Revilla - Gobierno: PRC-PSOE - Censo: 499 596 - Votantes: 330 868 (66,23 %) - Abstención: 168 728 (33,77 %) - Válidos: 325 133 - A candidatura: 320 108 (98,45 %) | Por Cantabria Sí (SI)a                               |                      | 1852    | 0,57 %  | 0       |     |
| - Presidente: Miguel Ángel Revilla - Gobierno: PRC-PSOE - Censo: 499 596 - Votantes: 330 868 (66,23 %) - Abstención: 168 728 (33,77 %) - Válidos: 325 133 - A candidatura: 320 108 (98,45 %) | Equo                                                 |                      | 1592    | 0,49 %  | 0       |     |
| - Presidente: Miguel Ángel Revilla - Gobierno: PRC-PSOE - Censo: 499 596 - Votantes: 330 868 (66,23 %) - Abstención: 168 728 (33,77 %) - Válidos: 325 133 - A candidatura: 320 108 (98,45 %) | Ganemos Cantabria                                    |                      | 1417    | 0,44 %  | 0       |     |
| - Presidente: Miguel Ángel Revilla - Gobierno: PRC-PSOE - Censo: 499 596 - Votantes: 330 868 (66,23 %) - Abstención: 168 728 (33,77 %) - Válidos: 325 133 - A candidatura: 320 108 (98,45 %) | Vox                                                  |                      | 1119    | 0,34 %  | 0       |     |
| - Presidente: Miguel Ángel Revilla - Gobierno: PRC-PSOE - Censo: 499 596 - Votantes: 330 868 (66,23 %) - Abstención: 168 728 (33,77 %) - Válidos: 325 133 - A candidatura: 320 108 (98,45 %) | Partido Comunista de los Pueblos de España (PCPE)    |                      | 562     | 0,17 %  | 0       |     |
| - Presidente: Miguel Ángel Revilla - Gobierno: PRC-PSOE - Censo: 499 596 - Votantes: 330 868 (66,23 %) - Abstención: 168 728 (33,77 %) - Válidos: 325 133 - A candidatura: 320 108 (98,45 %) | Alternativa Motor y Deportes (AMD)                   |                      | 495     | 0,15 %  | 0       |     |
| - Presidente: Miguel Ángel Revilla - Gobierno: PRC-PSOE - Censo: 499 596 - Votantes: 330 868 (66,23 %) - Abstención: 168 728 (33,77 %) - Válidos: 325 133 - A candidatura: 320 108 (98,45 %) | Solidaridad y Autogestión Internacionalista (SAIn)   |                      | 251     | 0,08 %  | 0       |     |
| - Presidente: Miguel Ángel Revilla - Gobierno: PRC-PSOE - Censo: 499 596 - Votantes: 330 868 (66,23 %) - Abstención: 168 728 (33,77 %) - Válidos: 325 133 - A candidatura: 320 108 (98,45 %) | En blanco                                            | N/A                  | 5025    | 1,55 %  | N/A     | N/A |
| - Presidente: Miguel Ángel Revilla - Gobierno: PRC-PSOE - Censo: 499 596 - Votantes: 330 868 (66,23 %) - Abstención: 168 728 (33,77 %) - Válidos: 325 133 - A candidatura: 320 108 (98,45 %) | Nulos                                                | N/A                  | 5735    | 1,73 %  | N/A     | N/A |

aCoalición de La Unión, Avanza Cantabria y Torrelavega Sí.

### Elección e investidura del Presidente
Las votaciones para la investidura del Presidente de Cantabria en el Parlamento tuvieron el siguiente resultado:
| Candidato                  | Fecha                                                  | Voto       |    |    |   |   |   | Total |
| -------------------------- | ------------------------------------------------------ | ---------- | -- | -- | - | - | - | ----- |
| Miguel Ángel Revilla (PRC) | 1 de julio de 2015 Mayoría requerida: Absoluta (18/35) | Sí         |    | 12 | 5 |   |   | 17/35 |
| Miguel Ángel Revilla (PRC) | 1 de julio de 2015 Mayoría requerida: Absoluta (18/35) | No         | 13 |    |   |   | 2 | 15/35 |
| Miguel Ángel Revilla (PRC) | 1 de julio de 2015 Mayoría requerida: Absoluta (18/35) | Abstención |    |    |   | 3 |   | 3/35  |
| Miguel Ángel Revilla (PRC) | 3 de julio de 2015 Mayoría requerida: Simple           | Sí         |    | 12 | 5 |   |   | 17/35 |
| Miguel Ángel Revilla (PRC) | 3 de julio de 2015 Mayoría requerida: Simple           | No         | 13 |    |   |   | 2 | 15/35 |
| Miguel Ángel Revilla (PRC) | 3 de julio de 2015 Mayoría requerida: Simple           | Abstención |    |    |   | 3 |   | 3/35  |